# Volo Pegasus Airlines 2193
Il volo Pegasus Airlines 2193 è stato un volo di linea tra Smirne e Istanbul, in Turchia, operato dalla compagnia aerea turca Pegasus Airlines. Il 5 febbraio 2020, il Boeing 737-800 che operava il volo si è schiantato sulla pista durante l'atterraggio all'aeroporto Internazionale di Istanbul-Sabiha Gökçen, in Turchia. Lo schianto ha causato la morte di 3 persone e il ferimento di 179. È il primo incidente mortale nella storia della compagnia aerea. L'incidente è avvenuto meno di un mese dopo un altro incidente della Pegasus Airlines che ha coinvolto un Boeing 737 sulla pista dello stesso aeroporto.

## L'aereo
L'aeromobile era un Boeing 737-86J, numero di registrazione TC-IZK, numero di serie 37742. Aveva 11 anni al momento dell'incidente e aveva volato per la prima volta nel gennaio 2009. Il velivolo era stato precedentemente utilizzato dalla compagnia aerea tedesca Air Berlin, che ha cessato le operazioni nel 2017, prima di essere acquisito da Pegasus nel maggio 2016. Prima dell'incidente, Pegasus Airlines aveva intenzione di restituire questo aereo una volta scaduto il leasing; l'obiettivo della compagnia turca è quello di costituire una flotta interamente composta da Airbus.

## L'incidente

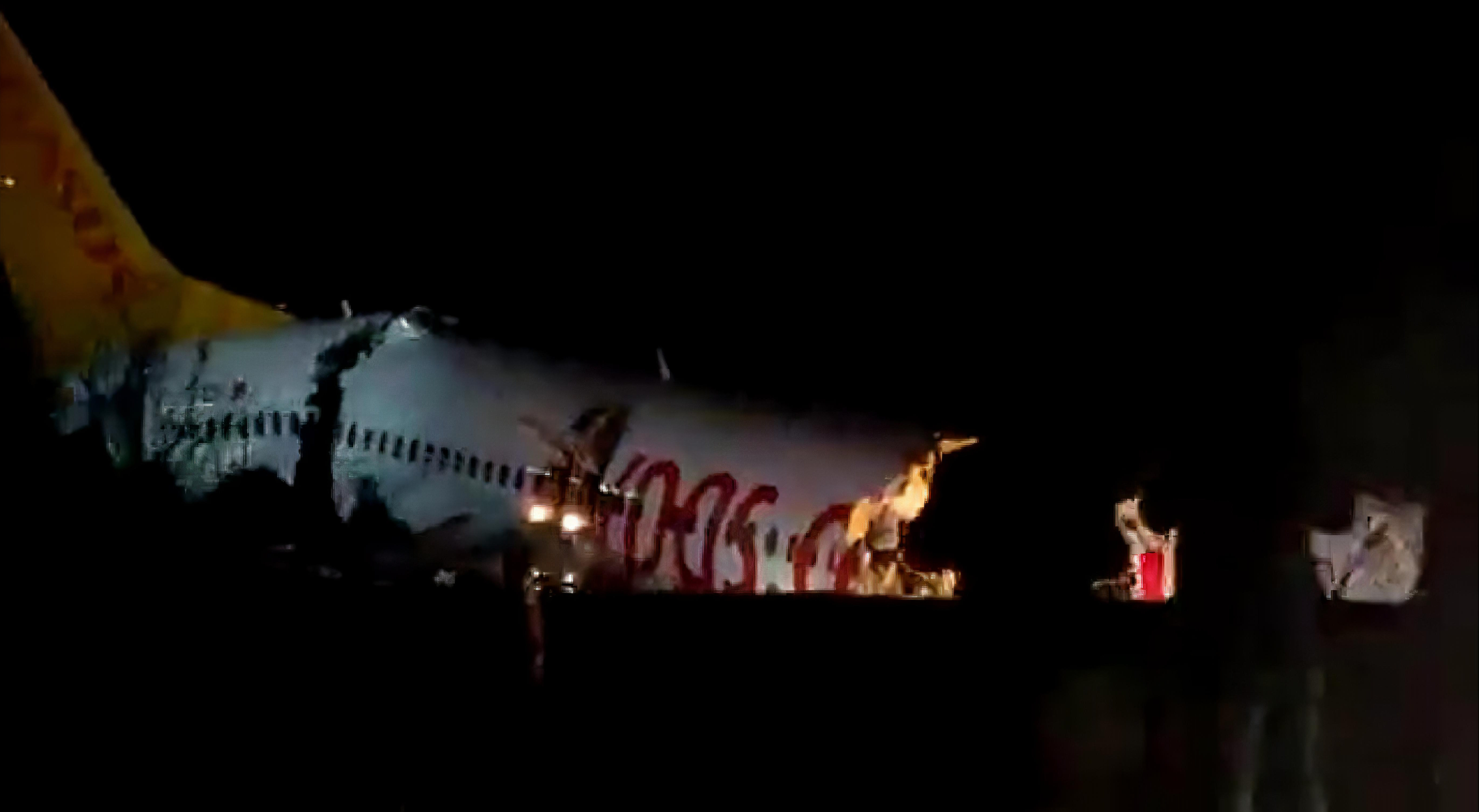
La fusoliera si è spezzata in tre parti a seguito dell'uscita di pista.

Il volo 2193 è proceduto regolarmente da Smirne a Istanbul senza nulla di anomalo. Alle 18:30 circa ora locale, l'aereo ha tentato di atterrare a Sabiha Gökçen, nella periferia di Istanbul, sotto forti piogge e forti venti in coda. Un temporale con forti raffiche stava attraversando l'area al momento dell'incidente. Altri due velivoli avevano interrotto i tentativi di avvicinamento allo stesso aeroporto poco prima dell'atterraggio del Boeing 737 di Pegasus.
Dopo quello che il ministro dei trasporti della Turchia ha descritto come un "atterraggio violento", l'aereo non è riuscito a rallentare. È scivolato dall'estremità della pista ed è finito in un fosso, colpendo con una forza tale che i sopravvissuti hanno descritto come un'esplosione. Il velivolo si è rotto in tre parti, con la sezione anteriore della fusoliera particolarmente danneggiata dall'impatto. I passeggeri sono fuggiti dall'aereo attraverso gli spazi che si sono creati tra le sezioni della fusoliera. È scoppiato un incendio, che è stato successivamente domato dai vigili del fuoco.
Nelle prime ore del 6 Febbraio 2020 Il ministro della sanità turco ha dichiarato che tre passeggeri erano morti e 179 persone erano state portate negli ospedali locali a causa dei traumi subiti. 12 bambini erano a bordo dell'aereo, secondo i rapporti dei media turchi. I piloti hanno ricevuto cure in ospedale, prima di essere portati in una stazione di polizia per fornire le loro dichiarazioni.
Il CEO di Pegasus Airlines Mehmet T. Nane ha dichiarato che le scatole nere erano state recuperate dai resti dell'aereo e la decrittazione dei dati era stata avviata.

## Le indagini
L'amministratore delegato della Pegasus Airlines, Mehmet T. Nane, ha dichiarato che le scatole nere erano state recuperate dall'aereo ed era iniziata l'estrazione dei dati presenti al loro interno. Un rapporto preliminare ha indicato che al momento dell'atterraggio era presente un forte vento in coda e che i piloti, non essendone consapevoli, avrebbero potuto aver interrotto prematuramente gli sforzi di frenata.
l'8 Aprile 2020 l' NTSB ha riportato che l'evento era stato classificato come incidente e sarebbe stato investigato dal Governo della Turchia. Tre occupanti sono morti, 19 hanno subito gravi danni e 161 hanno subito danni minori. 
Il 28 Ottobre 2020 secondo i Media Turchi il report finale degli esperti è stato presentato al Procuratore Capo di Istanbul, cosa però avvenuta molto tempo prima dell'effettivo completamento delle indagini e dell'effettiva redazione   del report finale. 
Secondo la Procura dello Stato turca il report afferma che l'incidente era "prevedibile e prevenibile". L'aereo era stato colpito da un fulmine all'inizio del volo, cosa che aveva causato stress al comandante, che voleva portare l'aereo a terra il più velocemente possibile. L'avvicinamento alla pista 06 era diventato instabile a causa della velocità troppo elevata e del forte vento in coda, e la torre di controllo non aveva dato istruzioni per una riattaccata. Dopo il touch down, il comandante ha disattivato i freni automatici e gli spoiler quando ha ritenuto che l'aeromobile avesse rallentato a sufficienza; in realtà, l'aeromobile non ha decelerato per circa 6 secondi prima che venisse applicata la frenata manuale, causando l'aquaplaning del carrello principale. L'aereo ha attraversato la fine della pista a 57 nodi e ha impattato contro il muro perimetrale dell'aeroporto. Il rapporto afferma inoltre che anche il copilota, con 400 ore di volo totali, non ha segnalato le varie deviazioni dalle procedure standard durante l'avvicinamento e non ha chiesto una riattaccata. Parte della colpa è data anche alla torre di controllo, che pur ritenendo l'atterraggio rischioso, ha autorizzato il volo ad atterrare e non ha dato istruzioni per un go around. La mancanza di un'area di sicurezza a fine pista ha contribuito all'incidente e in particolare alla sua gravità. Finalmente il 5 Marzo 2022 le autorità turche conclusero le indagini sull'incidente e completarono il report finale, che però non venne reso pubblico ma rilasciato solamente alle autorità competenti. Questo report conferma che le cause dell'incidente sono quelle riportate nel report presentato al Procuratore Capo di Istanbul.